# Oberrüti
Oberrüti es una comuna suiza del cantón de Argovia, situada en el distrito de Muri. Limita al oeste y noroeste con la comuna de Sins, al noreste y este con Hünenberg (ZG), y al sur con Dietwil.

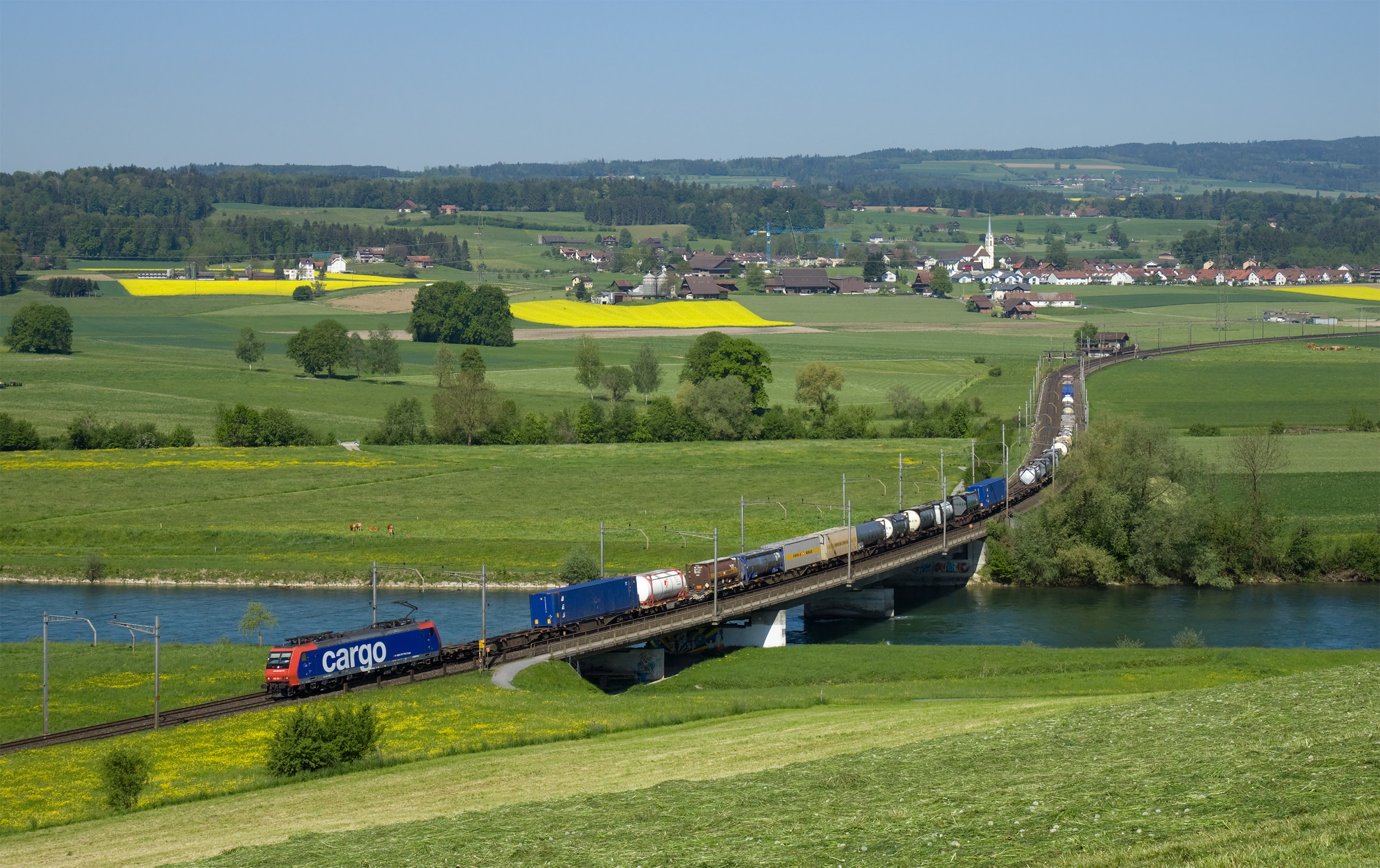
Tren de carga pasando a proximidades de Oberrüti.

## Transportes
Ferrocarril
Cuenta con una estación ferroviaria en la que efectúan parada trenes de cercanías pertenecientes a la red S-Bahn Argovia.